# Lubuk Tarantang
Lubuk Tarantang is een bestuurslaag in het regentschap Sijunjung van de provincie West-Sumatra, Indonesië. Lubuk Tarantang telt 1271 inwoners (volkstelling 2010).